# Au (Ascha)
Au ist ein Gemeindeteil von Ascha im Landkreis Straubing-Bogen in Bayern.
Das Dorf liegt etwa eineinhalb Kilometer südlich von Ascha im Tal der Kinsach nördlich des Kienbachs an der Kreisstraße SR 68.
Bei der Volkszählung 1987 gab es 42 Einwohner, 15 Wohnungen in zwölf Gebäuden mit Wohnraum. Im Jahr 2020 gibt es 17 Gebäude mit Wohnraum.
Im Dorf steht ein geschütztes Baudenkmal, ein Waldlerhaus mit Blockbau-Oberteil aus der ersten Hälfte des 19. Jahrhunderts.